# Historia del Hospital San Juan de Dios

## Origen
El Hospital San Juan de Dios es el sucesor directo del primer hospital de Santiago de Chile, el Hospital de Nuestra Señora del Socorro, que tiene su origen en la época de la Conquista, en la cual por órdenes de la corona española comenzaron a construirse hospitales de campaña en cada ciudad conquistada, como por ejemplo el Hospital de La Serena.
El hospital San Juan de Dios fue fundado por Pedro de Valdivia con el nombre del Hospital de la Virgen del Socorro, ubicado en las proximidades del cerro Huelén. Estuvo en funcionamiento desde octubre de 1552 pero no se conoce con precisión su fecha de fundación. En este hospital, al igual que en todos los hospitales rudimentarios creados en esta época, se practicó una medicina laica, dentro de la cual destacó el cirujano Juan Guerra Salazar, quién fue el primer chileno titulado como médico ante el Tribunal del Protomedicato en Lima. Además de médicos, otros funcionarios de este hospital fueron practicantes y barberos.

## Desarrollo y evolución histórica
En 1617 el hospital cambió su nombre por Hospital San Juan de Dios y quedó bajo la administración de la Orden de la Caridad de los Hermanos Hospitalarios de San Juan de Dios, actualmente denominada Orden Hospitalaria de San Juan de Dios, estos eran conocidos como los “padres capachos” por la gran capucha que utilizaban.
Al momento de asumir la administración, la orden se adjudicó un hospital con una gran superficie de terreno en Santiago y en las zonas rurales adyacentes a él, este se emplazaba al sur de la Cañada y poseía un frontis de ocho cuadras, ubicado entre las actuales calles San Francisco y Portugal, limitando hacia posterior con el Zanjón de la Aguada y hacia el oeste por el callejón San Francisco, en donde estaba edificado el convento e iglesia de San Francisco. El edificio mismo del hospital se ubicaba entre las actuales calles Carmen y San Isidro.
Más tarde en 1675 la propiedad se subdividió y se dio origen a las actuales calles Santa Rosa, San Isidro y Carmen. Luego en 1715 el hospital se desplazó hacia el este, quedando ubicado entre las calles San Francisco y Santa Rosa. El hospital permaneció emplazado en aquel lugar hasta su demolición en el año 1944.
Además del terreno, el hospital disponía de numerosas estancias y chacras en diversos lugares de la cuenca del Valle del Maipo, estas propiedades le significaban grandes ingresos para su financiamiento, y de una fuente fresca y abundante de hortalizas, carnes, frutas y hasta vino para los enfermos, los hermanos y los sirvientes. Producto de su fuerte economía y de la gran abundancia de sus bienes la orden generaría enemistades con las autoridades civiles y eclesiásticas en un futuro.
Los primeros diez años de administración bajo el Fray Gabriel de Molina se caracterizaron por un gran desarrollo, se construyó nueva infraestructura y se adquirieron diversos equipamientos, lo que permitió una gran mejoría en la atención de los enfermos. Se edificó una capilla, un establo y un molino, además de la obtención de diferentes aditamentos y animales para así poder trabajar los terrenos pertenecientes a la orden. Sin embargo, esta prosperidad no duraría por mucho, ya que en 1930 y bajo la administración de otros priores que sucedieron a Fray Gabriel de Molina, la situación cayó en un espiral de decadencia, teniendo un déficit que crecía gradualmente con la caída de los ingresos. Esto provocó diversas intervenciones por parte de las diferentes entidades que regían este establecimiento de carácter público. Estas entidades correspondían al Cabildo, la Real Audiencia, el obispo, y el gobernador. Sin embargo cabe destacar que a pesar de ser un establecimiento público, y por lo tanto estar subyugado al escrutinio de estas diferentes entidades, gozaba del derecho de asilo. Luego con el terremoto del 13 de mayo de 1647 la situación se arruinó aún más debido a la destrucción de la iglesia, el casino, la despensa y de muchas otras edificaciones en las inmediaciones del hospital, lo que causó un deterioro significativo en la calidad de atención de los enfermos. Más tarde el rey asignaría fondos para la reconstrucción, además de implementar una serie de normativas que reformarían la administración del hospital, procurando una mayor vigilancia de la disciplina y los gastos por parte del obispo de la diócesis y del gobernador, relevando a los hermanos a un segundo plano en donde estarían abocados en la tarea del cuidado de los enfermos, hecho que más tarde generaría una serie de altercados con los gobernadores y obispos, al resistirse a esta situación de constante vigilancia de sus actividades intrahospitalarias.
El hospital continuo en un estado de miseria, sin médicos ni recursos durante varios años, luego en 1675 el prior Alonso Huete procedió con la venta de 45 solares entre las calles Santa Rosa y San Francisco, otorgándole al hospital una cobertura parcial de sus costos de funcionamiento durante algunos años. A pesar de las graves deficiencias, tanto en equipamiento como en personal, el hospital se mantuvo en funcionamiento atendiendo una gran cantidad de pacientes, dejando en evidencia el gran sacrificio de los “padres capachos” por los pobres y los enfermos.
Solo unos años después, en 1678, el prior y mayordomo Fray Pedro Homepezoa una de las más grandes figuras de la orden durante este siglo inició su administración. Ya cerca del término de siglo, la situación se tornó aún más problemática, aumentando el número de quejas por partes de los enfermos en contra de la mala atención otorgada en el establecimiento, quejas que repercutían en cómo era evaluada la administración. Más tarde el rey Carlos II, mediante el decreto de una real cédula el 31 de diciembre de 1695 ordenó que los obispos debían vigilar el funcionamiento de los hospitales de las diferentes órdenes religiosas, esto producto a las denuncias de mala atención hospitalaria de los pobres y enfermos del reino. Finalmente y luego de muchas acusaciones en contra del prior Homepezoa por mala administración y abuso de su posición, fue acusado ante sus superiores en Lima y amenazado con la excomunión, situación que nunca llegó a término debido a la intervención de la Real Audiencia de Santiago, esto debido en parte a su excelente desempeño como médico práctico y también debido a la gran falta de médicos en Santiago en esa época.

## Consolidación en la historia
Con la llegada del siglo XVIII llegó también el auge cultural de Hispanoamérica a Chile, el cambio de la Casa de Austria por la Casa de Borbón en la corona española, la alianza franco española con la subsecuente llegada de barcos franceses al puerto de Concepción en mayo de 1704, y la apertura de ciertos gobernadores a los extranjeros ignorando las Leyes de Indias, provocaron una apertura comercial real, lo que produjo una mejoría en la situación de vida del país, otorgando más recursos a los gobernadores, lo que a su vez les permitió invertir en obras para la mejoría de las condiciones sanitarias y de atención sanitaria, además de facilitar el establecimiento de médicos extranjeros en La Serena, Santiago y Concepción.
En 1714 el gobernador Juan Andrés de Ustariz, ordenó la edificación de un crucero con tres salas para el hospital, que fue trasladado cien metros en dirección oeste hasta la calle San Francisco, en donde se mantuvo hasta su demolición en 1944. En paralelo y bajo el mismo gobierno, el Cabildo implemento nuevas políticas de aseo para las calles de Santiago, además de mejorar el agua potable en la pila de la Plaza Mayor, actual Plaza de Armas de Santiago. A pesar de estos intentos de mejoras sanitarias se produjeron varias epidemias de disentería, viruela y tifoidea, las cuales pudieron ser contenidas con mayor eficacia gracias al creciente cuerpo médico en la ciudad.
La gran llegada de médicos extranjeros al país, permitió que existieran médicos residentes en todos los médicos de Chile. El médico cirujano catalán Pablo Petit fue aceptado como médico durante cuatro años en el Hospital San Juan de Dios, desde 1719 a 1723. Más tarde y debido al afán del gobernador de mantener en Chile a estos médicos, algunos se nacionalizaron y otros se incorporaron al ejército como médicos militares. También existieron algunos de ellos permanecieron vigentes durante años ejerciendo de manera excepcional y terminando eventualmente por incorporarse a la sociedad chilena, tales como Lessevinat y Darrigrande, siendo este último el sucesor de Petit en el Hospital San Juan de Dios.
Luego más avanzado en el siglo XVIII, la época colonial alcanzó su apogeo de prosperidad tanto en los campos económico, social, político, y cultural bajo el gobierno de grandes gobernadores. Además es durante este periodo que se desarrollan una serie de acontecimientos que cambian el Chile de la época, se construyeron numerosos edificios públicos, obras de regadío, caminos que comunicaban las distintas zonas y facilitaban con esto el comercio, y se fundó la Real Universidad de San Felipe. Gracias a las nuevas políticas en cuanto a comercio exterior, y a la migración desde las zonas rurales a los grandes centros urbanos, se inicia un proceso de cambio, de transformación y de transición de la sociedad chilena, desde una campesina a una más bien a una liberal y burguesa. Es producto a esta serie de cambios en el marco político, económico y social del país que se produjo una serie de cambios en la medicina colonial de la época, permitiendo su máximo desarrollo durante la época hispánica. Se crea el Protomedicato Chileno y comienza la enseñanza de la medicina en la Universidad Real, que fue fundada por Felipe V. A pesar de lo mencionado anteriormente, no todo fue progreso durante esta época, debido a que el rey Carlos III en 1767 ordenó la expulsión de la Orden de los Jesuitas, también llamada Compañía de Jesús, generando un estancamiento en el desarrollo producto de la pérdida de la cúspide intelectual del país que más tarde se traduciría en graves consecuencias a nivel económico, social, político y cultural, entre las cuales figura el fracaso de la Real Universidad de San Felipe en la enseñanza de la medicina y el desmantelamiento de la botica de los Jesuitas, el establecimiento más avanzado del país en cuanto a farmacéutica científica y la medicina y poseedor de la biblioteca ilustrada más completa del país.
Durante la época del gobierno de estos grandes gobernadores, tales como José Antonio Manso de Velasco y Manuel Silvestre de Salamanca Cano, se establecieron en Chile muchos médicos extranjeros que veían en Chile una posibilidad de progreso y éxito, médicos tales como, Julio Daniel cirujano de ascendencia judía que ejerció en 1735 en el Hospital San Juan de Dios. Este aumento en el número y en la calidad de los médicos presentes en Chile se generó en un periodo en el cual había un marcado progreso en los bienes hospitalarios, por ejemplo en 1738 y bajo la administración del prior Fray Eustaquio Meléndez se inauguró una nueva sala para convalecientes, aumentando el número de camas disponibles en el complejo a 63, además de reedificar la botica. Más tarde Velasco sería nombrado virrey del Perú, posición desde donde seguiría aportando al progreso de Chile.
En 1758 el Hospital San Juan de Dios, el cual fue seriamente dañado por el terremoto de Concepción de 1751, fue reconstruido y al mismo tiempo mejorado, aumentando el número de camas disponibles a 96.
Más tarde el 19 de mayo de 1756 el gobernador Manuel de Amat y Junient, obtuvo el cargo de vicepatronato de la Real Universidad de San Felipe, creando las cátedras de Cánones, Leyes, Teología y Medicina. Además Domingo Nevin fue nombrado catedrático de Prima Medicina el 5 de agosto de 1756, y 8 años después, en 1764, asumiría el cargo de protomédico del reino de Chile. Desde esta posición Nevin actuó en pro del progreso de la medicina en Chile por más de 15 años hasta su eventual deceso. Gracias su cargo de profesor en Prima Medicina formó una serie de discípulos, entre los que destacan, Fray Pedro Manuel Chaparro, Fray Matías Verdugo y José Antonio Ríos. Nevin fue considerado el mejor médico de su época y atendió a cualquier enfermo que necesitase de su ayuda pasando desde el gobernador, los más pobres y hasta los jesuitas, además asesoró al gobierno en diferentes materias tales como la política sanitaria, la epidemiología, el control de medicamentos, cuarentenas, los diferentes aranceles correspondientes a la farmacia y por supuesto la higiene, también vigiló de manera muy minuciosa el ejercicio profesional de los diferentes integrantes del personal de salud, incluyendo parteras, boticarios, cirujanos y médicos, además Nevin en 1767 decidió prohibir el ejercicio de la medicina a algunos sacerdotes y hermanos franciscanos y de San Juan por no disponer de un título profesional, estimulando a muchos religiosos a realizar estudios formales de medicina en la Universidad de San Felipe con Nevin.
De entre los discípulos de Nevin destacan José Antonio Ríos, quien alcanzó el título de protomédico en 1783 y fue el último discípulo de Nevin, otro importante discípulo fue el Fray Pedro Manuel Chaparro quien fue el primer médico en formarse exclusivamente en Chile y el segundo alumno de Nevin, además de marcar un hito al formarse exclusivamente en Chile, el Fray Manuel Chaparro fue pionero en la medicina preventiva al introducir la variolización en Chile, además de ser todo un éxito ya que las personas variolizadas no desarrollaron la enfermedad ni murieron producto de ella.
El último tercio del siglo XVIII corresponde al periodo en cual aparecen los diferentes maquinadores de la independencia chilena, además de estar marcado por un estancamiento en el desarrollo de la medicina a consecuencia directa de la expulsión de la Orden de los Jesuitas, esto en conjunto con la severa represión presente en la Universidad de San Felipe producto de las Reales Cédulas dictadas por el rey Carlos III provocaron el fracaso de esta institución en el área médica formando muy pocos médicos y de muy baja calidad, básicamente Chile quedó aislado del desarrollo y auge europeo en las ciencias exactas, naturales y en la medicina. A pesar de este estancamiento intelectual el país continuó desarrollándose en otras áreas progresando en la asistencia social y hospitalaria, lo que se tradujo en la construcción de hospitales, obras públicas sanitarias y asilos, además de renovar la preocupación del gobierno por el control y supervisión de las epidemias. 
Luego de la muerte de Domingo Nevin, el médico peruano Ignacio Jesús Zambrano fue nombrado el 23 de noviembre de 1770, profesor de Prima Medicina, protomédico del reino y médico del Hospital San Juan de Dios, pero que moriría tan solo 6 años después en enero de 1776, dejó vacantes sus cargos. Se inició un concurso para cubrir la vacante de la cual José Antonio Ríos, salió triunfante, sin embargo a pesar de perder el concurso el Fray Manuel Chaparro continuo ejerciendo en el Hospital San Juan de Dios, mientras ejercía sus reclamaciones al Consejo de Indias, disputa que terminó en 1782 con el nombramiento definitivo de Ríos, personaje que más tarde en 1783 sería nombrado protomédico del reino de Chile.
Luego de su demolición en 1944, el hospital se reubicó, reedifico y reinauguró el primero de mayo de 1954, bajo el gobierno de Carlos Ibáñez del Campo, quedando emplazado en su ubicación actual frente al Parque Quinta Normal.

## Importancia en el presente
Actualmente el Hospital San Juan de Dios forma parte del Sistema de Salud Metropolitana Occidente, recibiendo pacientes de diversas comunas y provincias pertenecientes a ese sector, tales como las comunas de Quinta Normal, Pudahuel y Cerro Navia y las Provincia de Melipilla y Talagante. Es un Hospital de alta complejidad, por lo tanto recibe derivaciones de otros 7 hospitales de menor complejidad que forman parte del mismo sistema de salud al que este pertenece. Además cuenta con la mayor parte de las especialidades médicas. Dentro de las especialidades en atención pediátrica (entre 0 y 14 años y 11 meses) se encuentran las siguientes:
- Pediatría
- Broncopulmonar
- Cirugía
- Nutrición
- Medicina Infantil Cardiología
- Hemato-oncología
- Nefrología
- Endocrinología
- Genética

Y en la atención de pacientes adultos (15 años o más) cuenta con las siguientes especialidades:
- Cardiología
- Broncopulmonar
- Gastroenterología
- Neurología Adulto
- Otorrinolaringología
- Infectología
- Ginecología
- Urología
- Nefrología
- Diálisis
- Quimioterapia
- Hemato-oncología
- Medicina Interna
- Dermatología
- Endocrinología
- Cirugía Vascular
- Cirugía Digestiva
- Oftalmología
- Odontología
- Medicina Física y Rehabilitación

En términos de hospitalización el recinto cuenta con diversas unidades para pacientes críticos, (Unidad de Cuidados Intensivos (UCI), Unidad de Cuidados Intermedios, Unidad Cuidados Intermedios Quirúrgicos (UCIQ) y Unidad Coronaria), atención de la mujer (patología mamaria, ginecología y obstetricia), pediatría y especialidades médico-quirúrgicas, ofreciendo servicios de cirugía, anestesia, urología, atención de inmunodeprimidos, diabéticos, entre otras. Además cuenta con el programa de Hospitalización Domiciliaria a través del cual los pacientes pueden cursar su recuperación desde su hogar rodeados de su entorno familiar. Cuenta además con un servicio de Urgencias las 24 horas, con dos farmacias de atención ambulatoria y con un equipo de imagenología que realiza los siguientes exámenes:
- Ecografías: mamarias, prostáticas, pelvianas, tendinosas, musculares, articulares, abdominales, renales, Doppler color, ecografías intraoperatorias.
- Radiología general (adultos y niños) y digestiva.
- Mamografía.
- Tomografía axial computada (TAC): Cerebro, estudios angiográficos y del sistema músculo-esquelético, tórax, abdomen, columna y pelvis.

Otros de los servicios que ofrece el Hospital San Juan de Dios son Laboratorio Clínico y Banco de Sangre, en los cuales se realizan una completa variedad de exámenes necesarios para el diagnóstico y tratamiento de los pacientes.

## Proyección Futura
En la actualidad no existen proyectos de licitación para el Hospital San Juan de Dios de Santiago, sin embargo en enero de 2013 se realizó la inauguración de una nueva y moderna unidad pediátrica. Además, la administración del Hospital ha manifestado su interés en renovar la infraestructura y el equipamiento del establecimiento de manera continua, en conjunto con la optimización de sus procesos, lo que permitiría una mejor atención de los enfermos y un mejor manejo de los recursos, todo esto en pro de mantener la tradición que caracteriza al Hospital desde los tiempos de la fundación de Santiago de Nueva Extremadura.